# Manfred Schöttner
Manfred Schöttner ist ein deutscher Basketballfunktionär.

## Leben
Schöttner war bis 2009 in Personalunion Vorsitzender des BBC Bayreuth e.V. sowie Geschäftsführer der BBC Bayreuth Spielbetrieb GmbH, dem Betreiber der Bayreuther Profimannschaft. Im Sommer 2009 gab er das Amt des Vorsitzenden ab, blieb aber als Geschäftsführer der Betreibergesellschaft im Amt. Im Juli 2012 wurde Schöttner von der Stadt Bayreuth mit dem Ehrenbrief ausgezeichnet. Ende 2012 legte er den Geschäftsführerposten nieder, den er nebenberuflich ausgeübt hatte. Ab Frühjahr 2014 gehörte Schöttner zum neugegründeten Aufsichtsrat der BBC Bayreuth Spielbetrieb GmbH und wurde später dessen Vorsitzender.
Hauptberuflich war Schöttner für die Cherry-Gruppe, einem in Auerbach ansässigen Hersteller von Computer-Eingabegeräten, tätig. Ab Mitte Januar 2017 war er alleiniger Geschäftsführer der Genui Fünfte Beteiligungsgesellschaft mbH, die im November 2016 die Cherry-Gruppe übernommen hatte. Im Mai 2018 schied Schöttner als Geschäftsführer der Cherry-Gruppe aus, für die er 39 Jahre lang gearbeitet hatte und die er mit der Loslösung von ZF in die Eigenständigkeit geführt hatte.